# Tamaya Mellet
Der Tamaya Mellet ist ein 413 m hoher Tafelberg in der Gemeinde Ingall in Niger.

## Geographie
Der Tafelberg erhebt sich in der Landschaft Azawagh in der Wüste Sahara. Er dominiert die umliegende Gegend. Er befindet sich etwa 188 Kilometer nordwestlich des Hauptorts Ingall der gleichnamigen Landgemeinde und des gleichnamigen Departements Ingall, das zur Region Agadez gehört. Ein größeres Dorf in der näheren Umgebung des Tamaya Mellet ist das rund 68 Kilometer entfernte Inabaghirit im Osten.

## Archäologie
Am Tamaya Mellet befinden sich mehrere archäologische Einzelfundorte der Jungsteinzeit. Der bedeutendste, Tamaya Mellet 1, datiert auf 8320 ± 240 BP. Zu den hier gefundenen Objekten zählen Keramik und jungsteinzeitliche Werkzeuge, darunter polierte Äxte. Vieles deutet darauf hin, dass hier in der Jungsteinzeit wie an anderen Fundplätzen im nigrischen Raum ältere Jagdtechniken weiter verbessert wurden. Zahlreiche gefundene Harpunen heben die Bedeutung des Fischfangs hervor. Der Standort umfasst auch ein prähistorisches Gräberfeld.
Die archäologische Stätte wurde wie das weiter südlich gelegene Taferjit Anfang der 1930er Jahre vom französischen Kolonialoffizier Guy Le Rumeur entdeckt. Seine Sammlung von Objekten vom Tamaya Mellet wurde in das Musée de l’Homme in Paris übertragen. Eine spätere wissenschaftliche Erforschung erfolgte durch Henri Lhote, François Paris und Abdoulaye Maga.